# 歌唱

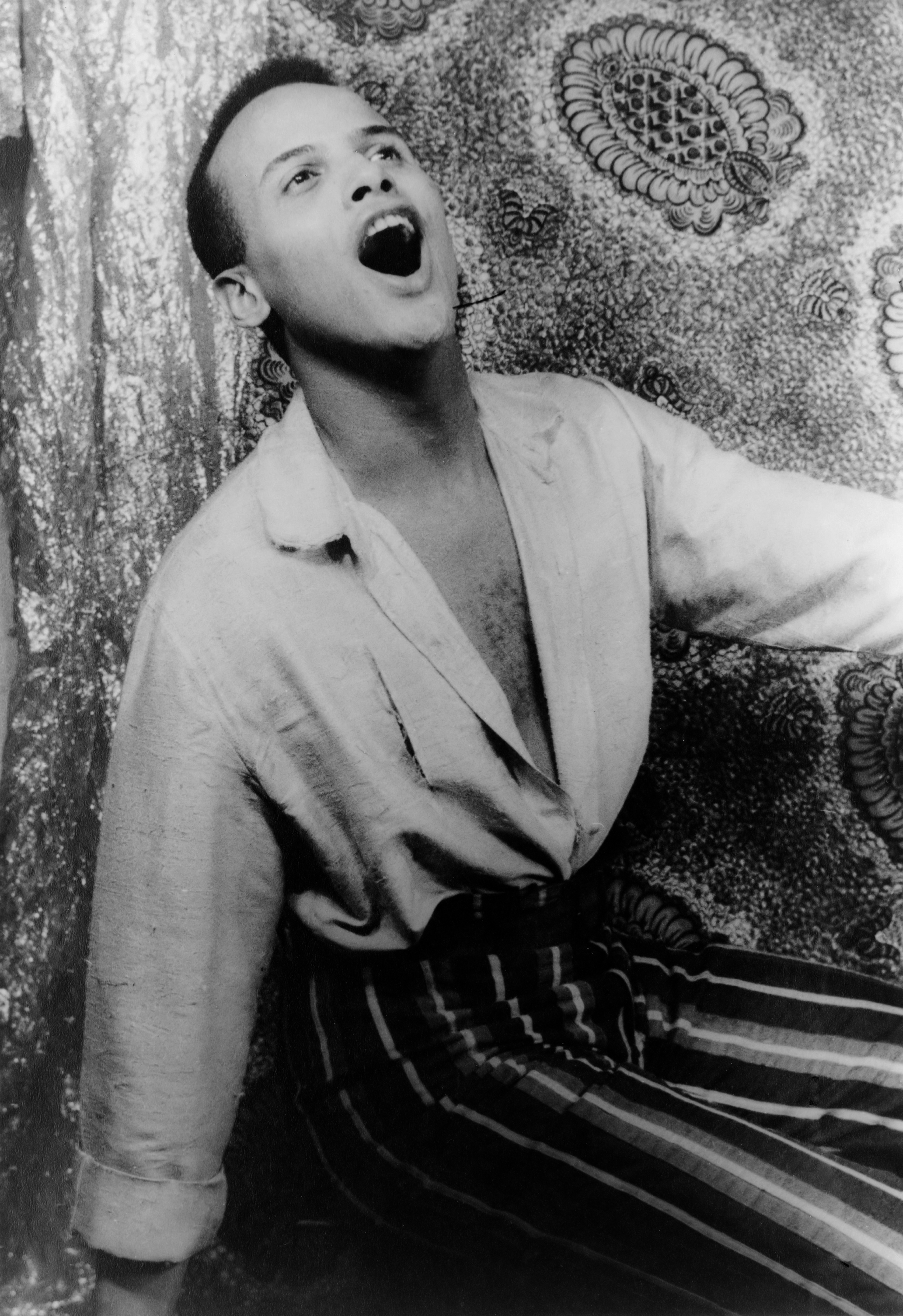
アメリカ人歌手ハリー・ベラフォンテ（1954年）

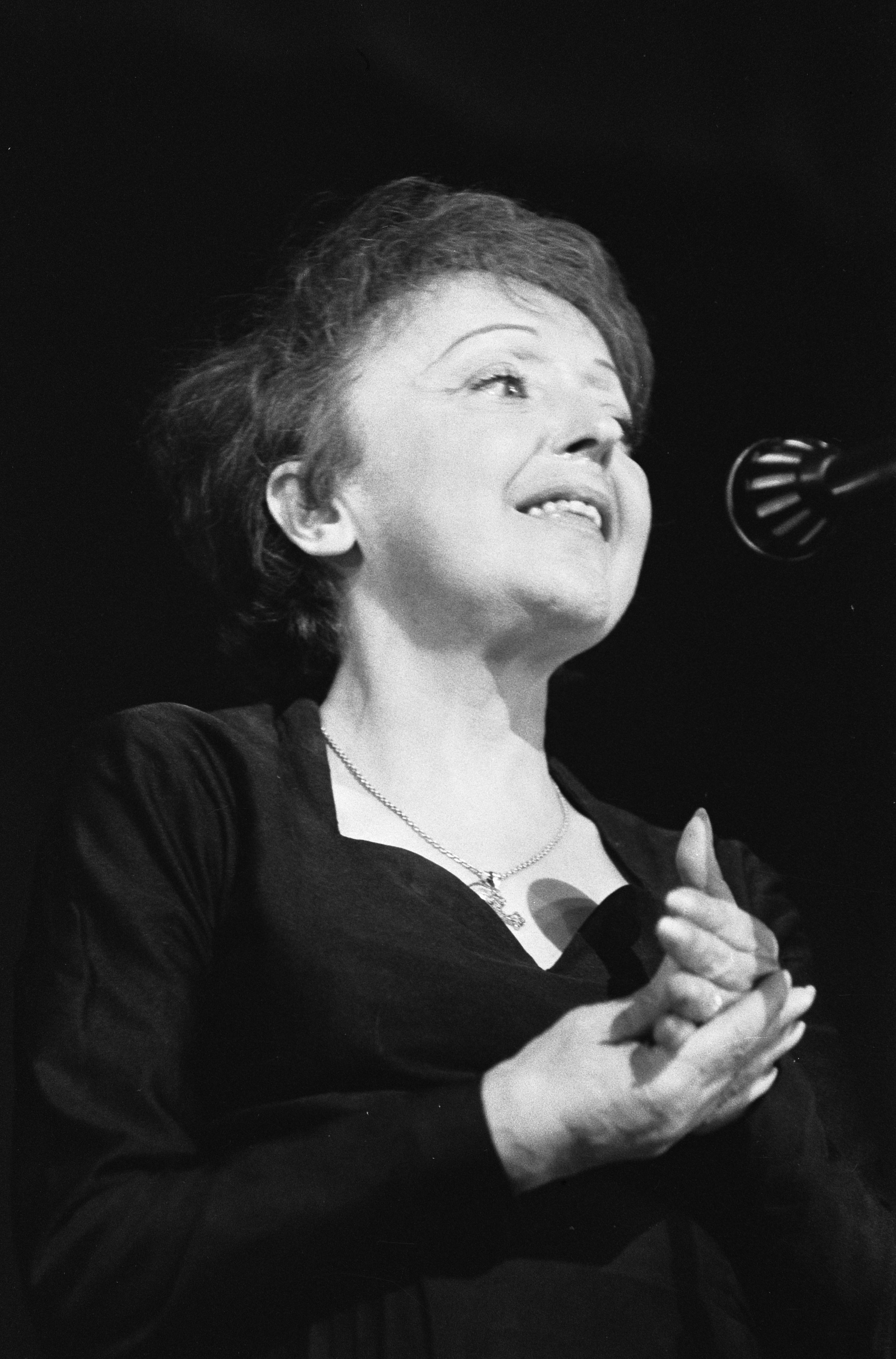
フランス人歌手エディット・ピアフ

歌唱（かしょう、英語: Singing）とは、声を用いて音楽を作り出すことを言い、調の使用、リズム、持続音などさまざまな発声技術によって通常の音声を強化することで行われる。歌唱を行う人は歌手と呼ばれる。歌手は音楽（アリア、叙唱、歌など）を奏で、それは楽器による伴奏がある場合とない場合がある。歌唱はしばしば他の音楽家とのグループの中で行われ、例として異なる音程の声を歌う歌手による合唱団や、ロックグループやバロックアンサンブルなど楽器演奏家とともに歌うことが挙げられる。また独唱家もいる。
様々な観点から見て歌唱は、人間による持続音の発する一つの形である。歌唱は正式な場でも日常生活の中でも行われ、準備が行われる場合もあれば即興演奏されることもある。また神信心、快楽、充足感、宗教儀式、教育、利益を目的としても行われる。歌唱技術の向上には時間、専念すること、教育、持続的な練習を要する。持続的な練習を経ると声がより鮮明で力強くなるとされている。プロの歌手は普通クラシックやロックなどある決まった特定の音楽分野で地位を確立する。彼らは活動中、常に発声や歌唱のトレーニングをコーチから受ける場合が多い。

## 声

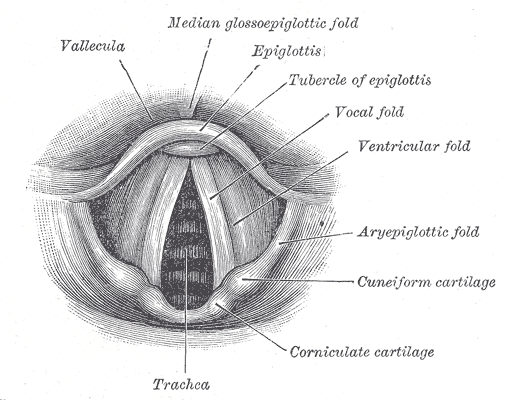
声帯の解剖図

歌う声のことを歌声（うたごえ）という。肉体的な面から見て歌唱は、ふいごのように空気供給の役割を果たす肺、振動機やリードの役割を果たす声帯、管楽器の管部のように音の増幅の役割を果たす胸部や頭部の空洞、口蓋や歯や唇とともに増幅された音から母音と子音を生成する役割を果たす舌などによる明確な技術を必要とする。これら四つの器官はそれぞれ独立したものにもかかわらず、歌唱技術の完成のなかでは調和して相互に干渉し合う。受動呼吸において、吸入は横隔膜の運動によって行われる一方で排出は力を要さない。排出は腹筋、内肋間筋、骨盤筋下部などによって支えられている。吸入は外肋間筋、斜角筋、胸鎖乳突筋などによって支えられている。音程は声帯によって変えられる。唇を閉じて行われる歌唱をハミングと言う。
歌唱によって発せられる音は各個人によって完全に異なる。その理由は、個人によって声帯の形状や大きさが異なるからだけではなく体の他の部分の形状、大きさが異なるからでもある。人間の持つ声帯は緩んだり引き締まったり、自身の厚さを変えたりすることで吐く息の圧力を変化させることができる。胸や首の形、舌の位置、そしてその他の直接は無関係な筋肉の伸縮度合いのそれぞれによって、発せられる声の音程、音量、音色、音の高低は変わるのである。また、声は体内のいたるところで反響するため個人の体の大きさや骨の構成も声色に影響する。
歌手は声道でよく反響するように、ある種の発声方法を学ぶこともあり、これは声の共鳴と呼ばれる。もうひとつの歌声への大きな影響を与えるものとして喉頭があげられ、人間は喉頭の動きの制御によって様々な音を発する。喉頭の働き方の違いによって声を分類するときそれは声区の分類と呼ばれる。歌手がこれらの発声法を習得するための第一の方法は歌声フォルマントの使用によるものである。歌声フォルマントは耳がもっとも敏感に聞き取る周波数範囲に特によく合うとされている。
また声帯が太かったり粘膜の流動性が高かったりすることが力強い声を生むのではないかともされている。粘膜がしなやかであればあるほど、より効率的に空気の動きのエネルギーが声帯に伝わるのである。

### 声区
本節では声の中での声区の分類方法について述べている。ひとつの声区の中には声帯の同一の振動パターンによって同様な特徴を持つ特定の声色が含まれる。その分類は喉頭機能による。これは声帯が様々な振動パターンを生み出せることによるものである。それぞれの振動パターンは特定の音程の範囲に存在し特徴的な声色を生み出す
 。

### 声の共鳴

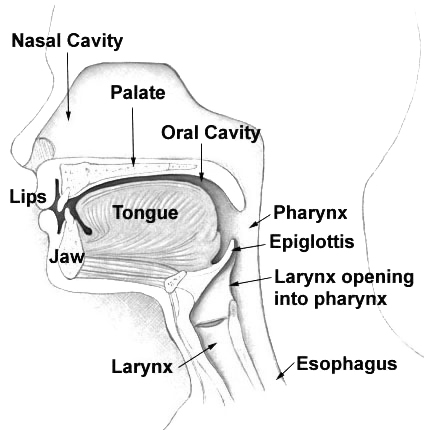

声の共鳴とは発声で出た音の声色や強さを、空気で満たされた空洞を通して、外気に出るまでの間に増強する過程のことを指す。厳密な科学的見地から見る音響の専門家は大半を疑問視しているが、声色の増幅、濃縮、拡大、改善、集中、そして延長を含む様々な表現がこの声の共鳴に関係している。歌手や話者にとってこれらの表現の要点は、共鳴が結果としてより良い音を生む、もしくは生まなければならないということである。人間の体内には声道共鳴を起こしていると考えられる部位が7つ挙げられる。それは下から胸部、気管、喉頭、咽頭、口腔、鼻腔、そして鼻洞である。

### 胸音と頭音
胸声と頭声とは声楽の分野で使われる表現である。これらの表現は歌唱教育の世界では広く様々な意味に使用され、現時点で歌唱音楽の専門家の間に胸声と頭声に関しての統一された見解はない。胸声は特定の音域や声区、声の共鳴の場、または特定の声色との関係性で使われるようである。一方で頭声は特定の音域や声区、または声の共鳴の場との関係性で使われるようである。

### 歌唱における声の分類
ヨーロッパのクラシックやオペラでは、歌声は楽器のように扱われる。歌唱音楽の作曲者は歌手の技術や才能への理解を持っていなければならない。声の分類は人間の歌声を評価して声域に選定していくことである。音域、声の重さ、テッシトゥーラ、声色、そして途切れやリフトといったパッサージョなどの特性が含まれるが、これらに制限されているわけではいない。他に身体的特徴、スピーチレベル、科学的調査、そして声区による分類も考えられる。ヨーロッパのクラシックの中で形成されていった声の分類の一方で、科学がより現代の声楽に適応していくのは遅かった。声の分類は役に合った声を見つけるため、オペラでよく使われる。現在クラシックなどで使われるいくつかの他の方法が存在する。ドイツのFachシステムや合唱音楽の体系などがあげられるがいずれも世界的な地位は得られていない。
しかしクラシック音楽の体系の中では歌声は大きく7つに分類される。女声は普通ソプラノ、メゾソプラノ、コントラルトの3つにグループ分けされ、男声はカウンターテナー、テナー、バリトン、バスの4つにグループ分けされる。思春期前の子供の声の場合、8つ目のトレブルに分類される。それぞれの大きな分類の中に、コロラチュラの技量や声の重さによって識別される小さな分類がある。
合唱音楽において歌手の声が音域によってのみ分類されることは特筆しなければならない。合唱音楽ではほぼパートは各性別でそれぞれ高音と低音に分けられる（ソプラノ、アルト、テナー、バスの4つ）。その結果として合唱音楽では音程の誤った分類がよく起こる。たいていの人間の音域は中音であるため、無理に高音または低音を出さなければならない。メゾソプラノの人がソプラノまたはアルトで、バリトンの人がテナーまたはバスで歌わなければならないのである。高音低音どちらでも歌手にとって障害が生じるが、一般的に低すぎる音のほうが出しやすいとされている。
現行の音楽の形態（現代の商業音楽と称される場合もある）において、歌手は彼らの歌う音楽ジャンルによって分類される。たとえばジャズ、ポップス、ブルース、ソウルミュージック、カントリー、フォークソング、ロックなどが挙げられる。しかし現在、クラシックでない音楽についての統一的な分類方法は存在しない。クラシックの声の分類を他のジャンルの音楽に採用しようという試みはあるものの、それらの試みは議論の最中である。声の分類はマイクなどの音声増幅器を使わない伝統的な歌唱技術を前提に形成されてきた。しかし現在の歌手は様々な歌唱技術を用い、特定のひとつの役割に縛られる必要はないためソプラノ、テナー、バリトンといった表現を用いた役割付けは不正確もしくは間違いであるともいえる。